# Gémozac
Gémozac – miejscowość i gmina we Francji, w regionie Nowa Akwitania, w departamencie Charente-Maritime.
Według danych na rok 1990 gminę zamieszkiwały 2 333 osoby, a gęstość zaludnienia wynosiła 73 osoby/km² (wśród 1467 gmin regionu Poitou-Charentes Gémozac plasuje się na 117. miejscu pod względem liczby ludności, natomiast pod względem powierzchni na miejscu 144.).